# Manuel Mello

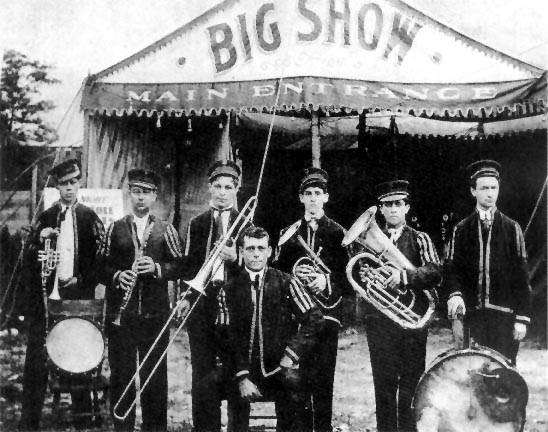
De band van Papa Jack Laine (zittend), met uiterst links Manuel Mello en, tweede van links, zijn broer Leonce, in 1910

Manuel John Mello (New Orleans,  1886 of 1887 - 1961) was een Amerikaanse kornettist in de vroege New Orleans-jazz.
Mello, een speler met een Italiaanse achtergrond, was een autodidact. Hij debuteerde in 1903 met de marching band Big Five, die hij met zijn broer Leonce (trombone) leidde. Hij speelde in het Imperial Orchestra van Manuel Perez, een trompettist die Mello bewonderde en imiteerde. In 1899 was hij actief in de Onward Brass Band. Hij was een van de leiders van het Fischer's Sixth District Orchestra en speelde vanaf 1906 in de Reliance Band van Papa Jack Laine. Ook leidde hij een eigen, invloedrijke band, Mello's Original Band. Mello was muzikaal actief tot eind jaren veertig.
Manuel Mello was ook de broer van Sanford Mello.